# Jan Kristiansen
Jan Kristiansen (Varde, Dinamarca, 4 de agosto de 1981), futbolista danés. Juega de volante y su actual equipo es el Brøndby IF de la SAS Ligaen de Dinamarca. 

## Selección nacional
Ha sido internacional con la Selección de fútbol de Dinamarca, ha jugado 11 partidos internacionales.

## Clubes
| Club         | País      | Año       |
| ------------ | --------- | --------- |
| Esbjerg fB   | Dinamarca | 1999-2006 |
| FC Nuremberg | Alemania  | 2006-2008 |
| Brøndby IF   | Dinamarca | 2008-     |